# Classe I-400
La classe I-400 (Sen Toku secondo la classificazione giapponese) era costituita da sommergibili portaerei oceanici di sviluppo e costruzione giapponese, utilizzati durante le fasi finali della seconda guerra mondiale. Furono i più grandi battelli subacquei costruiti fino ai sottomarini nucleari e ad oggi mantengono ancora il primato dei più grandi sommergibili a propulsione convenzionale.

## Progettazione

Pianta e sezione del sottomarino classe I-400

Le sue 5900 tonnellate lo rendevano un battello imponente e la sua sezione a forma di 8 gli conferiva robustezza e la capacità di gestire in modo indipendente la tenuta stagna della parte riservata all'equipaggio rispetto a quella destinata ad hangar. La falsatorre era disassata rispetto alla linea centrale per ottimizzare lo spazio nell'hangar. Gli aerei venivano riposti con i galleggianti smontati, e riassemblati prima della partenza.
Caratterizzate dalla capacità di trasportare 3 idrovolanti, gli Aichi M6A Seiran, furono realizzate 3 unità, le quali vennero usate marginalmente in operazioni durante il conflitto, ma vennero impiegate, per lo più, come sommergibili cisterna.
Una classe simile era la I-13.
Questi sottomarini furono progettati per distruggere il Canale di Panama, da dove passavano tutte le navi della U.S. Navy assegnate al fronte del Pacifico.
Nel 1942 vennero pianificate 18 unità e la prima iniziò ad essere costruita nel gennaio 1943 a Kure, nell'arsenale di Hiroshima.
Con il proseguimento della guerra, il numero di unità fu ridotto a 5, ma solo 3 (la I-400 a Kure, la I-401 e la I-402 a Sasebo) furono completate.

## Difetti
A causa dei piccoli timoni i sottomarini classe I-400 erano difficili da manovrare e, durante la navigazione in superficie, la sovrastruttura poteva deviare la rotta in caso di forte vento. La massima profondità raggiungibile era di appena 150 m, il che rappresentava un problema se si immergevano con un'angolazione troppo ripida in caso di emergenza.
Il tempo per compiere la manovra di immersione era di 56 secondi (quasi il doppio di quello dei sottomarini della U.S. Navy), il che li rendeva facili bersagli in caso di attacco aereo. 
In immersione, l'hangar degli aerei, i pezzi d'artiglieria sul ponte e i corrimano creavano turbolenza con l'acqua: questo non solo rallentava i sommergibili (la velocità in immersione era di appena 2 nodi) ma aumentava anche l'emissione acustica, rendendoli facili da localizzare con i sonar. La sovrastruttura sfalsata costringeva anche il timoniere a virare ogni tanto di 7° a babordo per mantenere dritta la navigazione subacquea: questo si poteva dimostrare un problema in caso di attacco con i siluri. 
Come negli altri sommergibili giapponesi, gli I-400 non avevano l'aria condizionata e i servizi igienici non avevano lo sciacquone. L'assenza di celle frigorifere limitava poi notevolmente la dieta dell'equipaggio e la mancanza di posti letto a sufficienza costringeva alcuni marinai a dormire per terra o dovunque ci fosse un po' di spazio.

## Impiego

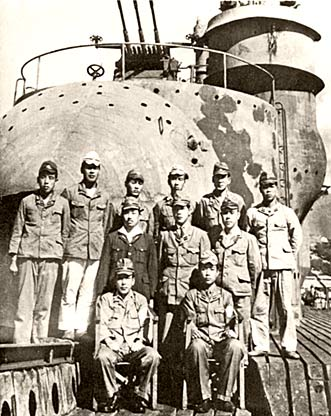
Ufficiali dello I-400 davanti all'hangar idrovolanti, fotografati dalla US Navy successivamente alla cattura del sottomarino in mare, una settimana dopo la fine delle ostiltà.

I battelli ed i loro equipaggi vennero addestrati in vista dell'attacco al Canale di Panama, inizialmente con bombe e siluri; la flottiglia doveva essere composta dai tre battelli classe I-400 più i sommergibili l'I-13 e l'I-14. L'obiettivo dovevano essere le chiuse di Gatun, dal lato atlantico, che meno si prestavano a permettere di tamponare l'afflusso dell'acqua rispetto a quelle di Miraflores dal lato del Pacifico. I Seiran destinati all'attacco dovevano essere lanciati senza scarponi dalla catapulta di bordo, aumentando anche l'autonomia, ed ammarare a fianco dei battelli per permettere il recupero dei piloti. Al momento della decisione dell'attacco, però, il Giappone stesso si trovò sotto la minaccia della forza di invasione statunitense e i giapponesi decisero che l'attacco a Panama avrebbe fatto poca differenza per cui si cambiò l'obiettivo iniziale nell'atollo di Ulithi, che ospitava una squadra di portaerei. L'attacco venne comunque abortito dall'affondamento del sommergibile che doveva lanciare la ricognizione preliminare, e successivamente la resa del Giappone costrinse gli equipaggi a consegnare le unità, non prima di aver lanciato i siluri non innescati e gli aerei con le ali non estese.

## Destino
Alla fine della guerra, la marina statunitense catturò 24 sottomarini giapponesi, inclusi i tre classe I-400. Questi vennero scortati nella baia di Sasebo per essere studiati. Mentre erano lì, gli americani ricevettero la notizia che anche i sovietici avrebbero inviato una squadra per ispezionare i sottomarini. Per evitare questo (a causa dell'inizio della Guerra fredda), gli americani portarono tutti sottomarini (ad eccezione del I-400, I-401, I-201 e I-203) all'isola di Fukue e li affondarono con delle cariche esplosive (oggi i relitti si trovano a 200 m di profondità).
I quattro sottomarini rimasti furono invece trasportati alle Hawaii per ulteriori ispezioni. Il 4 giugno 1946 anche questi furono affondati al largo di Kalaeloa, da siluri lanciati dallo USS Trumpetfish.